# Communauté de communes des Vallées du Merlerault
La communauté de communes des Vallées du Merlerault est une ancienne communauté de communes française, située dans le département de l'Orne et la région Normandie.

## Historique
La communauté de communes des Vallées du Merlerault est créée le 1er janvier 2013 par fusion des communautés de communes du Pays du Merlerault et de la Vallée de la Risle, et par l'intégration de la commune isolée de La Genevraie, de la commune de Godisson (communauté de communes du Pays de Courtomer) et des communes de Fay et Mahéru (communauté de communes du Pays de la Marche).
Elle fusionne le 1er janvier 2017 avec la communauté de communes du Pays du Camembert et la communauté de communes de la Région de Gacé pour former la communauté de communes des Vallées d'Auge et du Merlerault.

## Composition
L'intercommunalité fédérait seize communes, toutes situées dans le canton de Rai :
| Nom                            | Code Insee | Gentilé          | Superficie (km2) | Population (dernière pop. légale) | Densité (hab./km2) |
| ------------------------------ | ---------- | ---------------- | ---------------- | --------------------------------- | ------------------ |
| Le Merlerault (siège)          | 61275      | Merluriens       | 19,10            | 860 (2014)                        | 45                 |
| Les Authieux-du-Puits          | 61017      |                  | 4,43             | 66 (2014)                         | 15                 |
| Champ-Haut                     | 61088      | Campo-Haltiens   | 5,16             | 48 (2014)                         | 9,3                |
| Échauffour                     | 61150      | Échauffouriens   | 33,14            | 747 (2014)                        | 23                 |
| Fay                            | 61159      | Fayards          | 8,68             | 68 (2014)                         | 7,8                |
| Godisson                       | 61192      | Godissonnais     | 6,21             | 113 (2014)                        | 18                 |
| La Genevraie                   | 61188      | Genevréens       | 13,37            | 110 (2014)                        | 8,2                |
| Lignères                       | 61225      | Lignérois        | 5,37             | 29 (2014)                         | 5,4                |
| Mahéru                         | 61244      |                  | 19,63            | 256 (2014)                        | 13                 |
| Ménil-Froger                   | 61264      | Ménil-Frogériens | 5,31             | 60 (2014)                         | 11                 |
| Le Ménil-Vicomte               | 61272      | Mesnil-Vicomtois | 3,86             | 34 (2014)                         | 8,8                |
| Nonant-le-Pin                  | 61310      | Nonantais        | 18,44            | 521 (2014)                        | 28                 |
| Planches                       | 61330      | Planchéens       | 12,49            | 200 (2014)                        | 16                 |
| Saint-Germain-de-Clairefeuille | 61393      | Germinois        | 12,31            | 165 (2014)                        | 13                 |
| Sainte-Gauburge-Sainte-Colombe | 61389      | Valburgeois      | 21,17            | 1 081 (2014)                      | 51                 |
| Saint-Pierre-des-Loges         | 61446      | Pétruviens       | 9,79             | 167 (2014)                        | 17                 |

## Démographie
| 2012  | 2013  | 2014  |
| ----- | ----- | ----- |
| 4 625 | 4 585 | 4 525 |

## Administration
Le maire d'Échauffour, Luc Féret, a été élu président de la communauté de communes des Vallées du Merlerault le 15 avril 2014. Il succède au maire de Sainte-Gauburge-Sainte-Colombe et conseiller général du canton du Merlerault, Philippe Bigot, qui avait été élu président le 3 janvier 2013.